# OLL.TV
OLL.TV — український медіасервіс для перегляду ліцензійного телебачення та перегляду фільмів та серіалів. У травні 2012 року сервіс почав свою роботу, а в липні 2022 року медіасервіс припинив свою роботу разом з низкою телеканалів Медіа Група Україна.

## Історія
Сервіс був створений у 2012 році, а вже у 2014 році заплатив 9 млн грн. за отримання ліцензії IPTV. 2019 року Oll.tv став першим ОТТ-сервісом, який отримав відповідну ліцензію. З 2016 по 2020 рік виторг сервісу становив від 160 до 200 млн грн, при цьому у 2017—2020 роках Oll.tv балансував на межі збитковості.
В травні 2020 року консалтингова компанія Big Data UA оцінювала кількість користувачів Oll.tv в 200 000. Згодом цифра впала до 150 тисяч. Однією з головних причин втрати підписників стала втрата платформою футбольних трансляцій. Телеканали «Футбол 1/2/3», які разом з OTT-сервісом входили до медіаімперії Ріната Ахметова, володіли правами на показ української Прем'єр-ліги, європейських чемпіонатів та міжнародних турнірів. Частково контент був екслюзивним для Oll.tv, що приводило підписників. Втім, 2021 року, Медіа Група Україна програла тендер в УЄФА своєму конкуренту з Megogo, що призвело до перетоку глядачів на цю платформу.
Втративши футбольний контент, в Oll.tv планували зробити ставку на власні серіали. OLL.TV оголосив про запуск оновленої платформи і генеральне оновлення на всіх основних пристроях - Smart TV, Android TV, смартфонах, планшетах і на сайті. Сервіс повністю змінив свій зовнішній вигляд, структуру, управління і технічні характеристики. Директорка стрімінгу Юлія Трибушна говорила в інтерв'ю «Детектор медіа», що «ексклюзивний контент — це саме те, для чого і створюється платформа. Це світова модель». Проте на сервісі до повномасштабного вторгнення встиг вийти лише 1 ексклюзив — серіал Зломовчання. Також 1 травня платформа придбала бібліотеки фільмів і серіалів російської компанії Amediateka, завдяки чому на території України стали доступними ексклюзивно для абонентів OLL.TV фільми та серіаліи від студій HBO, FOX, Showtime, Starz, BBC, ABC Studios, Sony Pictures та ін.
21 липня 2022 року Національна рада України з питань телебачення і радіомовлення анулювала ліцензії 15 компаній, які належать Рінату Ахметову, в тому числі і ОТТ-платформи Oll.tv. Наступного дня о 23:00 платформа припинила трансляцію.

## Характеристики та контент

### Контент
- 150 найкращих зарубіжних та українських телеканалів, доповнених власними інтерактивними тематичними каналами.
- Понад 15000 фільмів та серіалів від провідних голлівудських, європейських та українських студій у відеотеці.
- Прямі трансляції футбольних турнірів та найсильніших чемпіонатів, огляди та найкращі моменти ігор одразу після матчу.
- Трансляції чемпіонатів з автоспорту, баскетболу, хокею, боксерських поєдинків та інших найгучніших подій світового спорту в HD якості.
- Понад 100 кращих серіалів планети від HBO, FOX, Showtime, CBS, Starz, Sony Pictures у HD якості та професійному перекладі.
- 15 дитячих каналів та близько 8 000 годин мультфільмів та пізнавальних програм для маленьких глядачів.
- Музичні кліпи та більше 100 онлайн радіостанцій.

### Можливості
- Пауза прямого ефіру
- Автоматичний ТВ-запис на 7 днів
- Батьківський контроль
- Сервіс OLL.TV доступний на будь-якому пристрої (до 4-х в одній підписці): на Smart TV, додатках для смартфонів та планшетів, на будь-якому телевізорі з OLL.TV BOX або з ПК на сайті[9].